# 説文解字

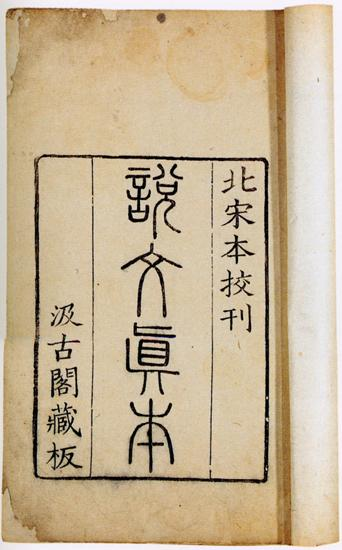
説文解字大徐本（汲古閣本）

『説文解字』（せつもんかいじ、拼音: Shuōwén Jiězì）は、最古の漢字字典。略して説文（せつもん、拼音: Shuōwén）ともいう。後漢の許慎（きょしん）の作で、約九千の文字に対して、その一つ一つに文字の成り立ちを説き、文字の本来の意味を究明し、「部首法」という原則で文字をグループごとに分類した。
漢字を客観的な考察の対象としてとらえ、全面的な考察を加えた初めての試みであり、初の漢字研究書ともいえる。現在となっては、甲骨文や金文といった豊富な古代文字資料の発掘により、『説文解字』の解説が的外れとなっているケースも多々あるが、当時において小篆を基礎に字の成り立ちの解説を試みた『説文解字』の業績の価値は今なお衰えないとされる。

## 『説文解字』成立の背景

### 前史
『説文解字』以前から、李斯の『倉頡篇』や史游『急就篇』といった識字教科書が作られていた。その背景には、国家官僚を採用する際に文字の書き取りの試験があったことが挙げられる。ただ、これらはあくまで実用本位のものであり、ここから発展し、漢字の内包する世界をとらえようとする漢字研究の書として『説文解字』が作られた。
また、秦代の焚書などによって経書の伝来が途切れそうになったが、前漢の初めには隷書である「今文」で書かれた経書がふたたび博士官に伝えられるようになった。ただ、前漢中期から後期にかけて、古い文字である「古文」で書かれた経書が発見されることもあり、これは特に劉歆らによって顕彰された。今文・古文の相違は、ただの字体の相違だけではなく、その解釈や研究法にも相違を生み出し、官学として博士官の間で継承された今文学と在野の学として発展した古文学は、儒学を二分するようになり、経書の正しい解釈を巡って論争が起こっていた。

### 作者の許慎
許慎（字は叔重）は、温厚で誠実な人として知られ、また経書に通じていたことから「五経無双許叔重」と称され、当時の大学者である馬融も許慎を尊敬していた。許慎は、郡の功曹（勤務評定の担当）となり、孝廉として推挙されて中央の官界に進出したのち、洨（安徽省霊璧県）の長官となった。
許慎は、五経の解釈の混乱を正すために、まず『五経異義』を制作した。これは古文学を基調としながらも、今文の解釈を交えながら解釈し、両者を統合する方向性を示している。『説文解字』もこれと同じく、経書の正しい解釈を示すために記されたもので、経書は文字によって書かれているのだから、その文字を正しい解釈によって読むことで、経書全体の正しい理解を得られるという意図から制作された。許慎は『説文解字』叙で以下のように述べている。
和帝の永元12年（100年）に「叙」が書かれ、建光元年（121年）に許慎の子の許沖が安帝に奉った。『説文』の完成年については、「叙」が書かれた100年に完成していたとする説と、そこから20年ほど修改し121年に完成したとする説がある。

### 評価
許慎は甲骨文が知られない時代を生きたために誤りもある。しかし、現代の漢字研究は『説文解字』があって初めて進展したといえる。
白川静は、甲骨文・金文の字形を踏まえて説文解字の文字解釈を塗り替え、漢字研究を大きく進展させた。そして、「許慎が『説文解字』を書いた時には、甲骨文や金文は地下に埋もれていたが、それであれだけの体系を立てたというのは、やはり偉大であったと思う。もし許慎が今生きておれば、おそらく僕と同じ仕事をして、同じ結論に達したと思う。（趣意）」と、自らの研究成果を自負している。

## 内容

### 各字の解説方法
『説文解字』のもっとも基本的な書式は、まず小篆の字形を掲げ、次にその文字の意味と、その字形の成り立ちを説くものである。解説では声訓や五行説が用いられることもある。場合によっては、これに古文・籀文、また古文奇字などの別の字形が挙げて補足される。また、その後に字音を示したり、経書の用例、方言による差異、別説などを書き加えたりすることもある。
また、『説文解字』叙では、個々の文字の解釈方法として「六書」の原則を挙げている。
1. 象形
単体文字のうち、あるものの形の特徴をとらえて、そのまま写し取ったもの。「日」「月」「貝」「海」「女」「戸」「門」[18]
2. 指事
単体文字のうち、抽象的な概念を指すもので、頭を働かせれば字形の造意が理解できるもの。「上」「下」「本」「末」[19]
3. 会意
複体文字のうち、意味範囲を示す要素を並べて意味を組み合わせ、それによって内容を示すもの。「武」（戈＋止）、「信」（人＋言）、「戻」（戸＋犬）など。[20]
4. 形声
複体文字のうち、意味を表す部分（意符）と音を表す部分（音符）からなるもの。「江」（意符がさんずい、音符が工。長江を指す）、「河」（意符がさんずい、音符が可。黄河を示す）[21]。
5. 転注
歴代議論され続けており、定説はない。戴震・段玉裁は、「互訓」のこと、つまり「考」字の解説には「老なり」とあり、「老」字の解釈には「考なり」とあるような二つの字が互いに注釈しあう関係にある文字を指すとする[22]。
6. 仮借
もともとは表現すべき文字のない事物を、同じ発音の字を利用して代わりに表す方法[23]。

徐鍇は、六書は三セットに分けられるとし（六書三耦説）、単体文字（文）の造字原則を述べる象形・指示、複体文字（字）の造字原則を述べる会意・形声、用字原則としての転注・仮借の三組でとらえている。
なお、後漢初代光武帝劉秀から完成当時の皇帝安帝劉祜までの各皇帝の諱（秀、荘、炟、肇、祜）は、夭逝した殤帝劉隆の「隆」を除いて、避諱により「上諱」とのみ記せられ本義の解説はなされていない。

### 全体の構成
『説文解字』叙によれば、見出しに掲げられる小篆が9353字、古文・籀文などで掲げられる重文が1163字、そして解説の字を含めると全書で13万3441字であった。ただ、現在に伝えられるテキストはその後の筆写の過程で文字の増減を経ており、段玉裁のときには小篆は9431字、重文は1279字、全文は12万2699字となっていた。

#### 分類法
文字の分類法は、「部首法」と呼ばれる方法、つまり文字を部首別に分けて収める方法を採り、合計で540の部首が立てられた。部首の数が540に揃えられた理由は、陰陽の象徴の数である六・九を掛け合わせた「54」を基盤とするからと考えられる。また、『説文』では部首内の漢字が画数順に並べられるといったこともない。
なお、部首と親字は篆書で示されるため、「刑（㓝）」が井部・「法（灋）」が廌部・「善（譱）」が誩部など、楷書で考えるとなぜその部首に属するのかわからないことがある。また部首を立てるのは検索を便利にするためではなく、ある字を意符にした字がある場合は、原則として意符を部首に立てる。このため現在から考えると部首らしくない字も部首になる。例えば「箕」が部首になっているのは、この字を意符とする「簸」という字があるためである。一方で、「一」から「十」までの数字、「甲」から「癸」までの十干、「子」から「亥」までの十二支がすべて部首になっているが、この中には「三」・「四」・「甲」・「丙」・「寅」・「卯」など部首字1字しか属していないものも多い。
部首法はその後の字書でも継承されたが、所属文字の少ない部首が統廃合されるなど、部首の数は削減されることが多く、『康煕字典』では200余りの部首立てになっている。

#### 部首の配列
許慎は、「形によってつなげる」と述べており、字形の近似によって部首を並べようという意図があった。ただ、540部の全てを形の近似で並べるのは不可能であり、字形の繋がりが見い出せないことも多い。字形の近似以外の配列意図を見出そうとした例として、たとえば徐鍇は、『説文解字』の冒頭の「一」「上」「示」「三」「王」の配列を、天地の初めの「一」、天は上にあるので「上」、上にある天は三光（日・月・星）を示すので「示」、そして「三」、そして三才（天・地・人）を通じて王となるので「王」……というように、意味的な連関から部首の配列を論じた。また、段玉裁も「歯」部の次に「牙」部が来る例などは意味の連関によると指摘している。

#### 説文解字の部首一覧
- 巻1 - （序）
- 巻2 - 一丄示三王玉玨气士丨屮艸蓐茻
- 巻3 - 小八釆半牛犛告口凵吅哭走止癶步此正是辵彳廴㢟行齒牙足疋品龠冊
- 巻4 - 㗊舌干𧮫只㕯句丩古十卅言誩音䇂丵菐𠬞𠬜共異舁𦥑䢅爨革鬲䰜爪丮鬥又𠂇史支𦘒聿畫隶臤臣殳殺𠘧寸皮㼱攴教卜用爻㸚
- 巻5 - 𡕥目䀠眉盾自𪞶鼻皕習羽隹奞雈𦫳𥄕羊羴瞿雔雥鳥烏𠦒冓幺𢆶叀玄予放𠬪𣦼歺死冎骨肉筋刀刃㓞丯耒角
- 巻6 - 竹箕丌左工㠭巫甘曰乃丂可兮号亏旨喜壴鼓豈豆豊豐䖒虍虎虤皿𠙴去血丶丹青井皀鬯食亼會倉入缶矢高冂𩫖京亯㫗畗㐭嗇來麥夊舛舜韋弟夂久桀
- 巻7 - 木東林才叒之帀出𣎵生乇𠂹𠌶華𥝌稽巢桼束㯻囗員貝邑𨛜
- 巻8 - 日旦倝㫃冥晶月有朙囧夕多毌𢎘𣐺𠧪齊朿片鼎克彔禾秝黍香米毇臼凶朩𣏟麻尗耑韭瓜瓠宀宮呂穴㝱疒冖𠔼冃㒳网襾巾巿帛白㡀黹
- 巻9 - 人𠤎匕从比北丘㐺𡈼重臥身㐆衣裘老毛毳尸尺尾履舟方儿兄兂皃𠑹先禿見覞欠㱃㳄旡頁
- 巻10 - 𦣻面丏首𥄉須彡彣文髟后司卮卩印色𠨍辟勹包茍鬼甶厶嵬山屾屵广厂丸危石長勿冄而豕㣇彑豚豸𤉡易象
- 巻11 - 馬𢊁鹿麤㲋兔萈犬㹜鼠能熊火炎黑囪焱炙赤大亦夨夭交尣壺壹幸奢亢夲夰亣夫立竝囟思心惢
- 巻12 - 水沝瀕𡿨巜川泉灥永𠂢谷仌雨雲魚𩺰燕龍飛非卂
- 巻13 - 𠃉不至西鹵鹽戶門耳𦣞手𠦬女毋民丿𠂆乁氏氐戈戉我亅珡乚亡匸匚曲甾瓦弓弜弦系
- 巻14 - 糸素絲率虫䖵蟲風它龜黽卵二土垚堇里田畕黃男力劦
- 巻15 - 金幵勺几且斤斗矛車𠂤𨸏𨺅厽四宁叕亞五六七九禸嘼甲乙丙丁戊己巴庚辛辡壬癸子了孨𠫓丑寅卯辰巳午未申酉酋戌亥

## テキストと注釈
許慎が著したそのままの形を伝えるテキストは存在しない。唐の時代に書写されたと推定される残巻が一部残っている（下記参照）が、これも許慎による成立から700年近くが経過している。この残巻は親字に懸針体という細長い書体が使われており、これが篆書体の初期の形である可能性がある。現在、伝わっている篆書体は丸みを帯びた形をしているが、これは8世紀後半に篆書家の李陽冰によって改められた可能性がある。
説文解字の主なテキストには、10世紀半ば頃の南唐の徐鍇による『説文解字繋伝』（小徐本）と宋の徐鉉による『説文解字』（大徐本）がある。南宋の李燾が大徐本の部首の順序および部首内排列を韻書の順序で並べなおした『説文解字五音韻譜』を作ると、これが大徐本よりも広く普及した。小徐本・大徐本が再び世に出るのは清代に訓詁学が盛んになってからである。

### 小徐本
弟の徐鍇による『説文解字繋伝』の方が先に成立した。「説文解字通釈」30巻、「部叙」2巻、「通論」3巻、「祛妄・類聚・錯綜・疑義・系述」各1巻の全40巻から構成されるが、巻25は早く失われ、現行本の巻25は大徐本によって補ったものである。「通釈」では各漢字のもとの説文の解説の後ろに「臣鍇按」や「臣鍇曰」として徐鍇による伝が加えられている。なお、現在伝わる小徐本は全て北宋の張次立の校訂を経ており、「臣次立曰」として彼の注記が加えられている字、さらには彼もしくは後世の人々が大徐本から補った字や注釈もある。小徐本の伝本には紀昀の家蔵本をもとにした『四庫全書本』、それをもとに刊行されたとされる『汪啓淑本』（1782年）および馬俊良の『龍威秘書本』、1894年に刊行された『祁寯藻本』、四部叢刊に収められた『述古堂本』などがある。

### 大徐本

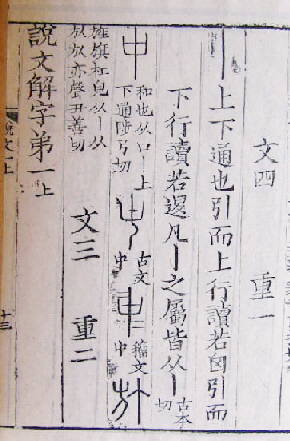
説文解字 大徐本

大徐本は徐鍇の没後宋に仕えた兄の徐鉉によって雍熙3年（986年）に作られた。大徐本は小徐本を元にしているが、『繋伝』と異なり説文本文の校訂に専念し、また各部首の末尾に従来の説文にはなかった漢字を「新附字」として加えている。今日「説文」というときはこの大徐本を指すことが多い。版本には清代始めのころに刊行された『汲古閣版』（毛扆による第五修訂版が1713年）、それに基づいた『朱筠本』（1773年）、『藤花榭本』（額勒布・1807年）、『平津館本』（孫星衍・1809年）等がある。

### 説文解字注（段注本）
『説文解字』は、各文字の本義と成り立ちだけが記される場合がほとんどであり、その文字の他の使い方には言及されていない。1815年、清の段玉裁の『説文解字注』によって、『説文解字』を基礎に各文字の歴史的展開を総合的に究明する仕事がなされた。『説文解字注』では、本義だけではなく、引伸義（本義から派生して生まれた意味）、仮借義（発音を借りて当て字として代用した意味）、古代の字音の考証を含めて、経書を中心とする古典籍から用例を例示しながら説明した。
しかしながら、多数の文献を出典を明記せずに引用し、また誤りもあるので、例えば誤りを校正した馮桂芬の『説文解字段注攷正』など、読解にあたっては副読本を手元に置いた方が良い。『大漢和辞典』の引く説文は段玉裁による変更が加わっている場合があるので注意が必要である。説文解字注の訓読・注の訳書は東海大学出版会より「東海大学古典叢書」全8巻の予定で刊行が計画されたが、監訳者尾崎雄二郎の眼疾を原因とする引退等により5巻（金冊1981年・石冊1986年・糸冊1989年・竹冊1991年・匏冊1993年）のみ刊行された。

### その他
他に桂馥の『説文解字義証』、朱駿声の『説文解字通訓定声』といった優れた注釈がある。多くの注釈を網羅しているものに丁福保の『説文詁林』がある。また、白川静の『説文新義』「著作集別巻　1～8」（平凡社）では、説文解字を段注説文にも触れながら解説しているが、伝統的解釈に束縛されず、甲骨文・金文資料と殷周文化への深い造詣、考察に基づいた独自の文字学を展開している。

## 文化財
- 説文解字木部残巻 - 本紙 縦25.4cm、全長243cm／唐代9世紀／武田科学振興財団 杏雨書屋蔵
唐の元和15年（820年）に書写されたと推定される。北宋の徐鉉・徐鍇兄弟が校定する前のテキストを伝える貴重な写本である。木部の一部6葉188字を収め、篆書部文には懸針体という書体が使われている。跋や蔵書印から分かることは、南宋の宮廷に所蔵されていたものだが、清末には莫友芝に所蔵され、やがて日本の内藤湖南の手に渡った[32]。内藤湖南の死後、杏雨書屋が所蔵し現在に至っている。文化財保護法による1951年6月9日指定国宝。